# Cleome gynandra
Cleome gynandra або Gynandropsis gynandra — однорічна трав'яниста рослина, вид роду Клеома (Cleome) сімейства Клеомових (Cleomaceae).

## Ботанічний опис

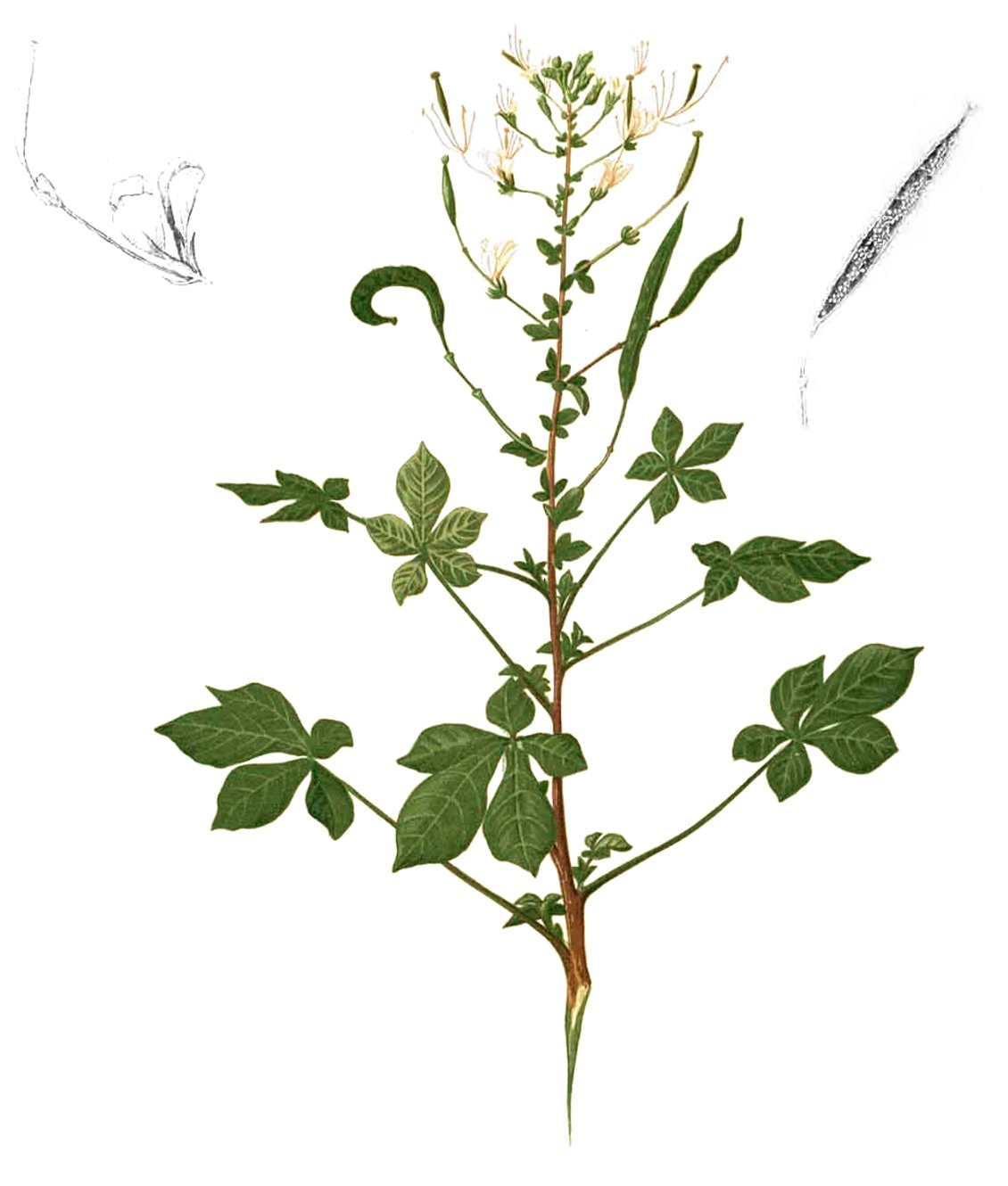

Однорічна трав'яниста рослина з прямостоячим сильно гіллястим стеблом 50-150 см заввишки, покритим густим залізистим опушенням, іноді з фіолетовим відтінком.
Листя чергове, пальчасто-складне, на залізистих черешках 3-23 см завдовжки. Листочків зазвичай 5, рідше — 3-7. Вони сидячі, яйцеподібні або еліптичні, 2-10 см завдовжки і 2-4 см завширшки.
Квітки на довгих квітконіжках до 2,5 см завдовжки, у пазухах невеликих приквітників. Чашечка із чотирьох зелених ланцетних чашолистків 2,5-5 мм завдовжки. Віночок білий, з 4 пелюстками 7-15 мм завдовжки і 1,5-4 мм завширшки. Тичинки в числі 6, 8-2 мм завдовжки, з довгими фіолетовими нитками.
Плід — суха веретеновидна коробочка до 12 см завдовжки, з безліччю насіння (до 100—150), при дозріванні жовтіє. Насіння чорне, округле, вкрите численними рубцями, до 1,5 мм у діаметрі.

## Розповсюдження та використання
Широко поширена у тропічному та субтропічному поясах рослина.
В Африці використовується як овоч.
В Індії та Китаї використовується в народній медицині.
Бур'ян в багатьох країнах Африки та Південної Америки. Засмічує посіви бавовнику, коров'ячого гороху, проса, кукурудзи, сорго, рису, арахісу, цукрової тростини.